# Mannerheimlinjen

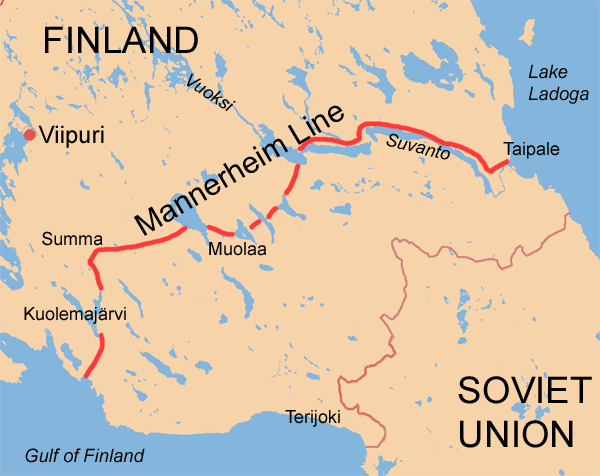
Mannerheimlinjen sträcker sig från Finska viken till Ladogasjön.

Mannerheimlinjen var en defensiv fortifikationslinje på det Karelska näset som byggdes av Finland mot Sovjetunionen. Linjen var namngiven efter marskalk Gustaf Mannerheim. Några av de hårdaste striderna under Vinterkriget ägde rum vid linjen.

## Historia
De första planerna på en försvarslinje på Karelska näset uppgjordes efter finska inbördeskriget av Gustaf Mannerheim, men dessa ignorerades efter det att Mannerheim avsade sig sin post efter kriget.
Linjen konstruerades under 1920–30-talet. Den sträckte sig från Finska vikens kust genom Summa till Vuoksen och slutade vid Taipale. Den bestod av omkring 200 kulsprutenästen som var tillverkade i betong. Området kring Summa var det mest befästa, eftersom denna plats ansågs vara den mest sårbara. De första bunkrarna byggdes mellan 1921 och 1924. En andra fas påbörjades 1932 men avbröts av Vinterkrigets utbrott.
Till skillnad från Maginotlinjen och andra liknande fortifikationslinjer, vilka var fortliknande konstruktioner med enorma bunkrar och stora antal linjer med draktänder, utnyttjade Mannerheimlinjen främst den naturliga terrängen.  Många objekt i terrängen, såsom kullar och stora stenar, användes som en del av stridsställningarna. Finländarna behärskade även kamoufleringsteknik, som användes i stor utsträckning vid byggandet av försvarslinjen.
Namnet Mannerheimlinjen spreds av utländska journalister och sades vara myntat av Jorma Gallen-Kallela.
Under Vinterkriget stoppade linjen den sovjetiska framryckningen under två månader.
I Fortsättningskriget användes linjen i mycket liten utsträckning under den finska framryckningen 1941 och den sovjetiska offensiven 1944.
Efter Vinterkriget överdrev den sovjetiska propagandan och Sovjetunionens officiella krigshistoria stort utsträckningen av de finska fortifikationerna för att förklara de sovjetiska truppernas långsamma framryckning. Största delen av Mannerheimlinjen bestod enbart av skyttegravar och andra fältbefästningar. De bunkrar som fanns var vanligtvis små och glest utspridda över ett stort område. Linjen hade nästan inget fast artilleri och bildade inget sammanhängande eldsystem.